# Fornnordiska exonymer
Vikingar, även kända som varjager i öst, namngav ofta platserna och folken de besökte med fornnordiska exonymer som avvek från de lokala endonymerna. Dessa namn har förvärvats från sagor, runstenar och bysantinska krönikor medan vissa exonymer lever kvar, framför allt på Island. Flera av dessa namn lever även vidare som förvanskningar eller variationer i dagens exonymer på de nordiska språken.

## Afrika
Exonymerna har myntats av pilgrimer och väringar i österled som tjänstgjort som legoknektar i östromerska armén och den kejserliga livvakten väringagardet, när de mött och stundom stridit mot mörkhyade i Syrien och Nordafrika.
Blåland (Bláland) - Nordafrika / Afrika / Etiopien.
Blåman (fornsvenska: blāman, fornvästnordiska: blámaþr, fornvästnordiska: blámaðr) - afrikan / mörkhyad människa.
Egiptaland - Egypten.
Egiptalandshaf - sydöstra Medelhavet (Medelhavet utanför Egyptens kust).

## Amerika
Leif Eriksson var den första namngivna europé att upptäcka det nordamerikanska fastlandet (Vinland), vilket ledde till en kortlivad bosättning utöver de grönländska och isländska.
Björnöarna (Bjarneyjar) - Diskoön.

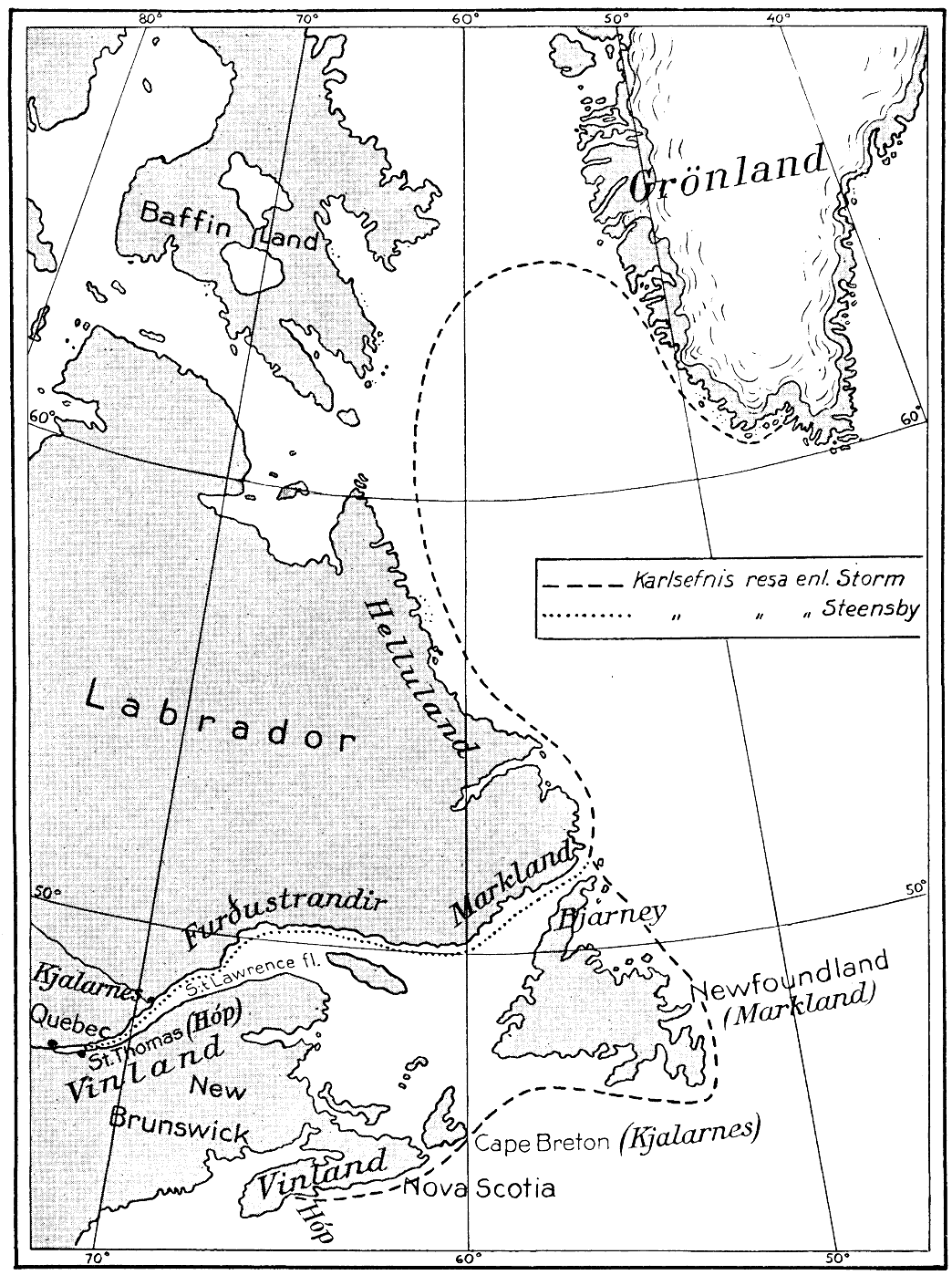
Karta över Amerika så som skandinaverna såg det.

Helluland - hela Amerikas norra kust väster om Grönland kallas i forntida texter Stora Helluland (Helluland it Mikla) och ön Newfoundland endast  Helluland eller Lilla Helluland (Litla Helluland). De flesta forskare är överens att Stora Helluland motsvarar Baffinön i det kanadensiska territoriet Nunavut.
Hop (Hóp) - en riklig plats i Vinland där ingen snö föll under vintern.
Kölpunkten (Kjalarnes) -  en plats i Vinland.
Leifsbo (Leifsbuðir) - en bosättning i Vinland.
Markland - ett område mellan Vinland och Helluland, troligen taigan i Labrador.
Maskhavet - (Madksjo) - ett hav nära Vinland.
Sagostränderna (Furðustrandir) - kuststräcka i Nordamerika.
Skrälingar (skrælingjar) - beteckning på inuiter (även kallade eskimåer) som användes av nordmännen i Amerika. Även urinvånare på Vinland, det vill säga indianer, kallades skrälingar i Erik den rödes saga och Grönlänningasagan.
Skuggifjord - Hudsonsundet.
Stora Irland (Irland it mikla/Írland hið mikla) - ett landområde beläget nära Vinland.
Strömfjord (Straumfjǫrðr) - en fjord i Vinland där Thorfinn Karlsämne inrättade en tillfällig bosättning.
Vinland (Vínland) - området i Nordamerika utforskat av vikingar.
Vitmansland (Hvitramannaland) - ett landområde beläget nära Vinland.

## Arabien
Rabitaland - Arabien.

## Armenien
Ermland - Armenien.

## Bulgarien
Bolgaraland - Bulgarien.

## Cypern
Kipr (Kípr) / Kiprar - Cypern.

## England

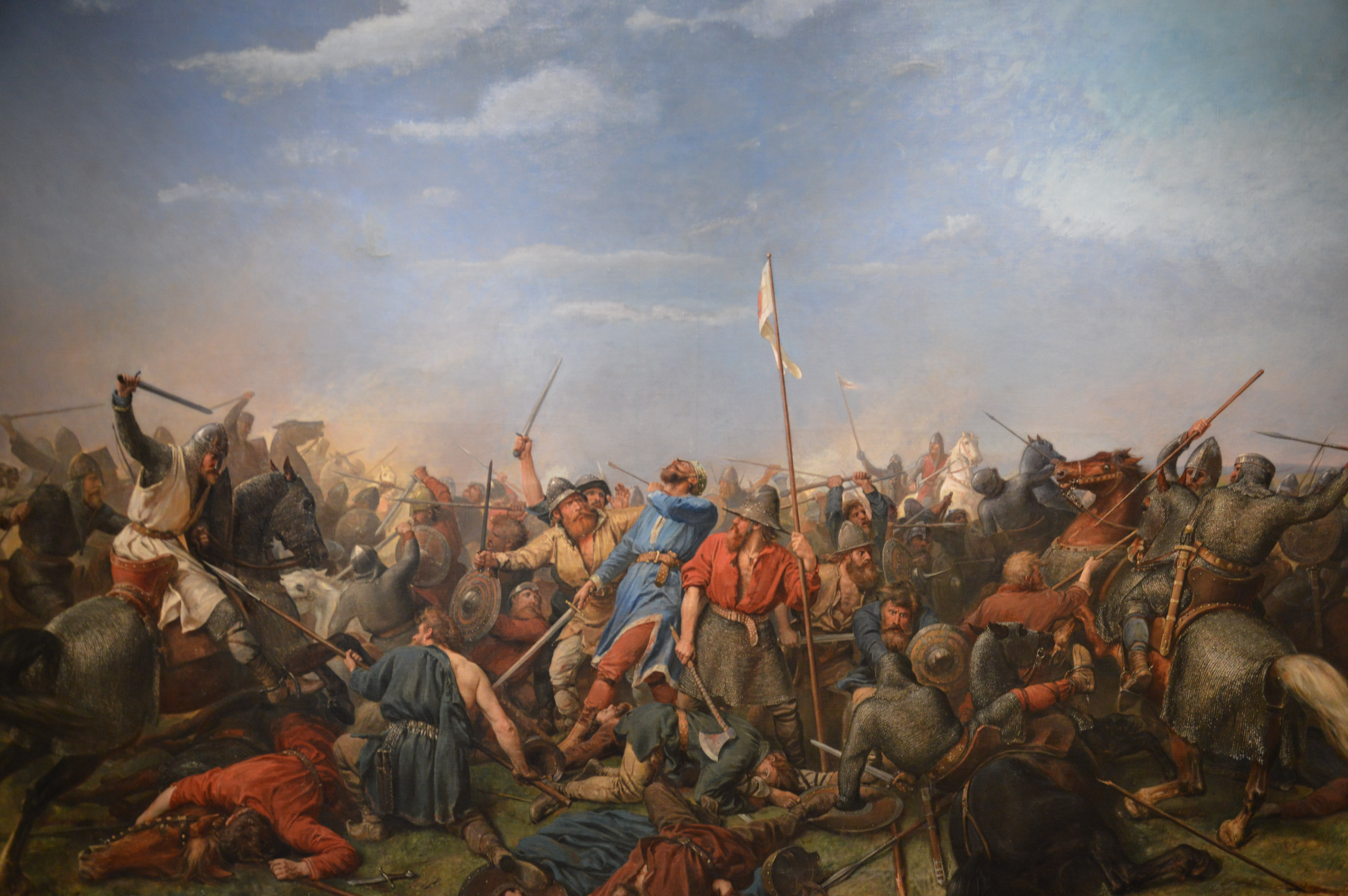
Harald Hårdrådes förlust i slaget vid Stamford Bridge markerade slutet för vikingatiden i England.

I England skedde den första väldokumenterade vikingaräden vid Lindisfarne, dessa fortsatte tills att Harald Hårdråde förlorade slaget vid Stamford Bridge. Under denna tid etablerades Danelagen, ett område i England med nordiska bosättningar där lagstiftning och administration påverkades av de nordiska erövrarnas språk och kultur. (man talande "dansk tunga", därav namnet)
Assatun (Assatún) - Ashingdon.
Djuraby - Derby.
Dolgrveginn - Dollywaggon Pike.
Dofrar - Dover.
Hamvik / Hamtun - Southhampton.
Jorvik (Jórvík) - York.
Kambabryggja - Cambridge.
Kantaraborg - Canterbury.
Krossbör (Krossbør) - Crosby.
Ludenvik / Lundunir (Lundúnir) / Lundenborg (Lundúnaborg) - London.
Skardaborg (Scarðabork) -  Scarborough.
Öxnafurda (Öxnafurða) - Oxford.
I England finns mängder av ortsnamn med hypotetiska ursprungliga fornnordiska namn framför allt i Yorkshire (sammanfaller med Danelagen) men som inte kan bestyrkas med historiska källor. Man kan dock gissa sig fram till det ursprungliga namnet genom att titta på ortsnamnsefterleden som tex:
- Ortsnamn som slutar på -by, som Selby eller Whitby. Dessa by-slut är i allmänhet platser där vikingarna slog sig ner först. I Yorkshire finns det 210 ortnamn med sådant efterled. By har övergått till engelska som "by-law", vilket betyder den lokala lagen i staden eller byn.
- Ortsnamn som slutar på -thorpe (torp), till exempel Scunthorpe. -thorpe-namnen sammanhänger med sekundärbebyggelse, där bebyggelsen låg i utkanten på byn eller på fattiga marker. Det finns 155 ortnamn som slutar på -thorpe i Yorkshire.[29][30]

## Finland
Kvänland - benämningen på ett område i norra delen av nuvarande Sverige och Finland där kväner levde (åtminstone under medeltiden). Det brukar identifieras som området runt Bottenviken i Norrbottens län och finska Österbotten. Mer specifikt handlar det ofta om norra delen av Österbotten eller landet vid den innersta delen av Bottniska viken.

## Frankrike

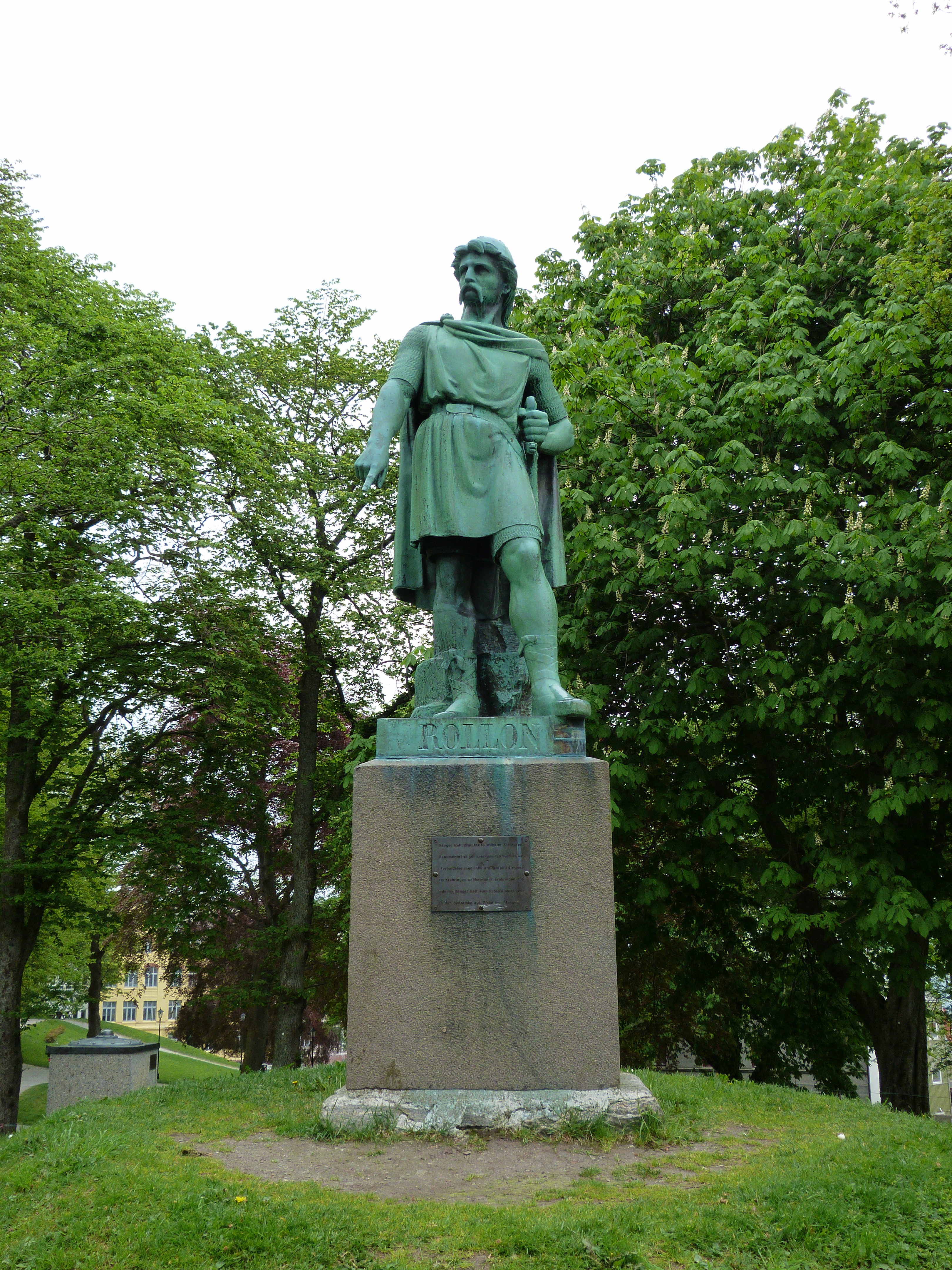
Rollo, den första hertigen av Normandie.

Frankerriket var föremål för en mängd räder och erövringar av vikingar, vilka sträckte sig från de berömda belägringarna av Paris till det normandiska väldets grundande, där vikingen Rollo etablerade sig som hertig och lade grunden för ett nytt kungadöme som skulle spela en central roll i Europas historia under de följande århundradena.
Bertangaland - Bretagne.
Frakkar - fransmän.
Frakkland - Frankerriket.
Namsborg / Nancsaborg - Nantes.
Niflungaland - nibelungarnas land, burgundernas rike.
Peituborg - Poitiers.
Reimsborg - Reims.
Ruduborg (Rúðuborg) / Ruda (Rúða) - Rouen, benämnd Rothemadum i Håkon Håkonssons saga.
Signa - Seine.
Tarlungaland - troligen en förvanskning av Karlungaland, det vill säga karolinernas land.
Tuskaland (Túskaland) - Touraine.
Valland - norra Frankrike.

## Grekland/Turkiet
Varjagerna, vikingar som huvudsakligen kom från Svealand, reste till det Bysantinska riket för att delta i det kejserliga väringagardet. Deras skicklighet som krigare och deras lojalitet gjorde dem oumbärliga för det bysantinska kejsaren och hans hov under flera århundraden.
Atalsborg - Antalya.
Atalsfjord - Antalyabukten.

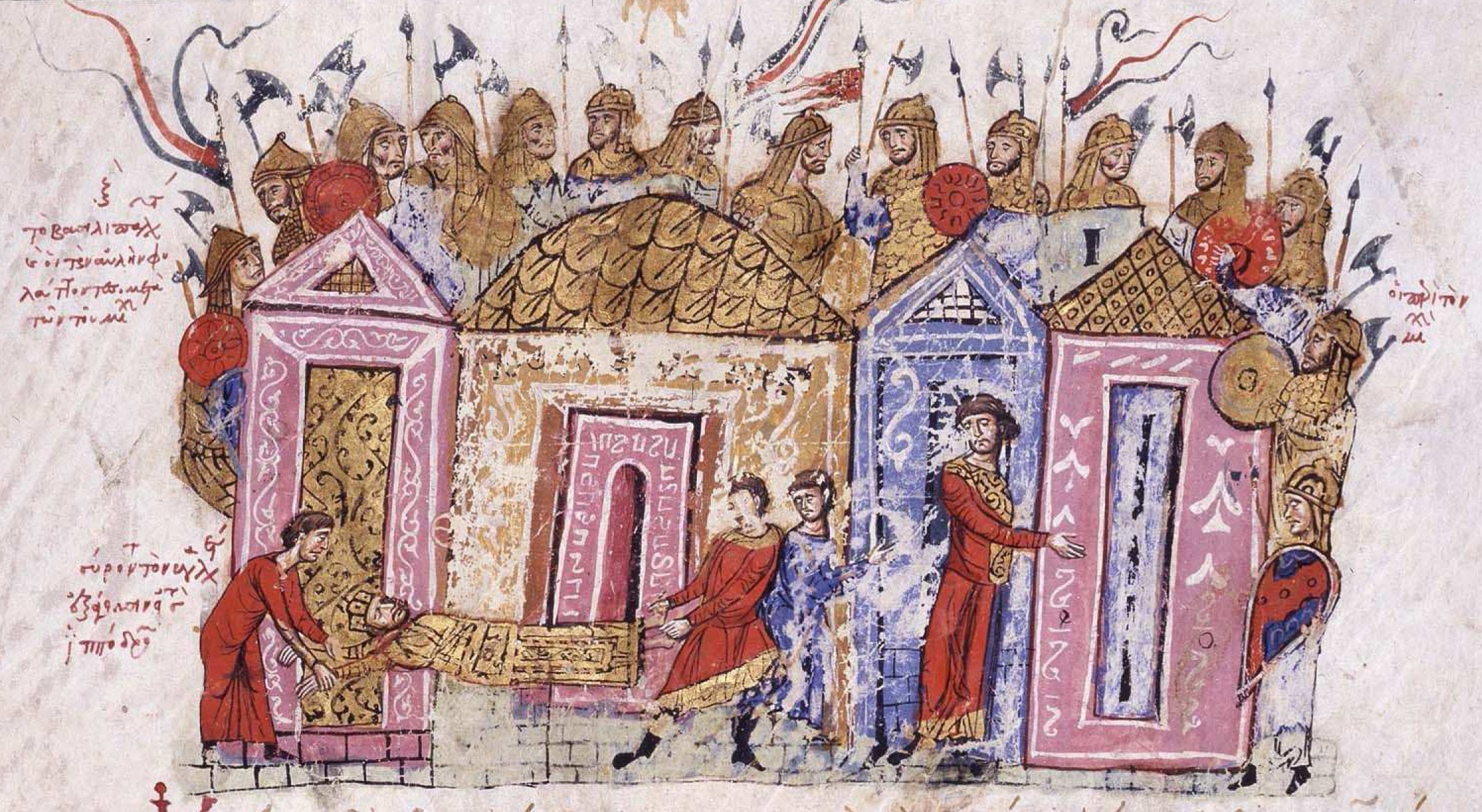
Nordmän i bysantinsk tjänst som skyddade kejsaren och hans hov var kända som varjager eller väringar.

Engilsnäs (Engilsnes) - Ákra Maléas.
Egsif / Agisif - Hagia Sophia.
Grikkland - Grekland.
Krit (Krít) - Kreta.
Miklagård (Miklagarðr) - Konstantinopel.
Mirreaborg - Myra.

## Iran
Persidaland (Persiðaland) / Persida (Persiða) - Persien (Iran).

## Irland
Irland var under vikingatiden uppdelat i småriken som alla i någon utsträckning hade förbindelser med skandinaverna.
Dalkö (Dálkoy) - Dalkey.
Dyflinn - Dublin.
Helvik (Helvík) - Helvick.
Hlymrekr - Limerick.
Hufud (Hofúd) - Howth.
Köpmansöarna (Kaupmanneyjar) - Copeland Islands.
Kerlingafjord "de gamla hagarnas fjord" - Carlingford.
Laxhleypa / Laxhlaup - Leixlip.
Strangerfjord "starkt sjöinlopp" - Strangford.
Vadrefjord (Veðrafjǫrðr) - Waterford.
Vestmenn "Västmännen" - gaelerna i Irland och Storbritannien.
Viklo / Vikinglow (Víkingaló) - Wicklow.
Waesfjord - Wexford.

## Israel/Palestina
Kristna nordmän gjorde under den sena vikingatiden pilgrimer till det heliga landet.
Akersborg - Akko.
Ebron (Ebrón) - Hebron.

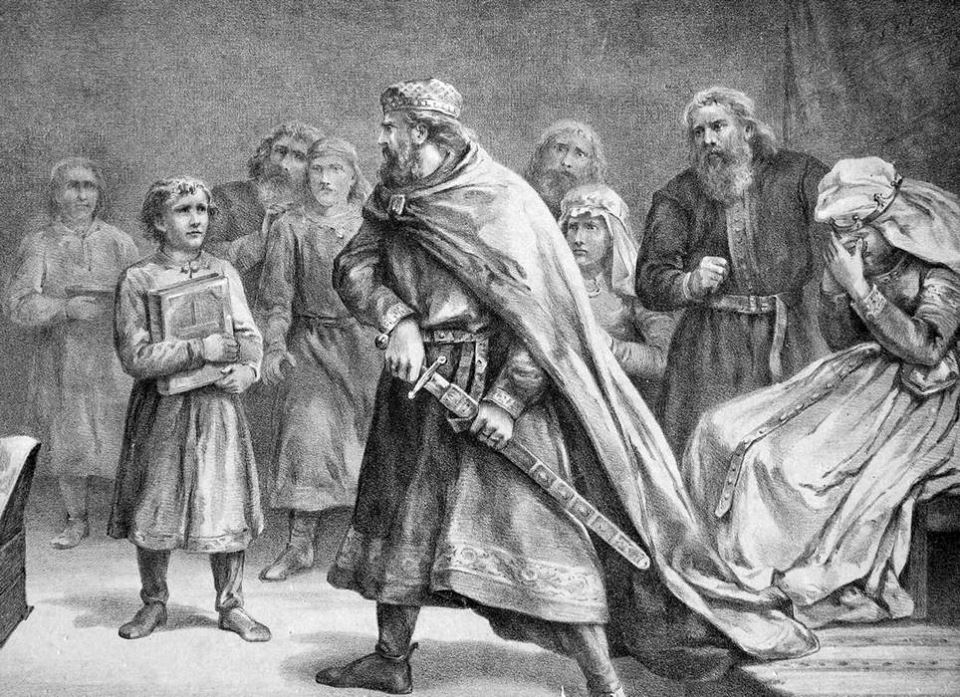
Sigurd Jorsalafare ledde ett korståg i det heliga landet som varade från 1107 till 1110.

Gydingaland (Gyðingaland) - Palestina.
Jorsala / Jorsalaheim / Jorsalir / Jorsalaborg - Jerusalem.
Jorsalahaf "Jerusalems hav" - östra medelhavet.
Jorsalaland - Palestina.
Särkland (Særkland, Särkland, Serkland, Sirklant) - Mellanöstern, ibland södra Kaukasus.

## Italien

Konungariket Sicilien, resultatet av de normandiska erövringar fram till 1154.

Normanderna erövrade södra Italien och grundade Konungariket Sicilien och utövade även inflytande på resten av den italienska halvön då de ofta tjänstgjorde som legosoldater åt olika intressen på halvön, inte sällan på motsatta sidor.
Albanusborg - Albano Laziale.
Bar (Bár) - Bari.
Bern / Bernar - Verona.
Bissenoborg - Bisceglie.
Boternisborg - Viterbo.
Domnaborg - Borgo San Donnino.
Hreidmarar (Hreiðmarar) - ett hav omtalat i Rökstenen. Eftersom den är dedikerad till Theodorik den store, anses det vara Medelhavet.
Langbardaland (Langbarðaland) - en bysantinsk provins i södra Italien, tidigare styrd av langobarderna. De normandiska vikingar som stred där har förevigats i flera runstenar hittade i Sverige.
Melansborg / Meilangsborg - Milano.
Plazinzoborg - Piacenza.
Pulsland - Apulien.
Romaborg (Rómaborg) - Rom.
Salerniborg - Salerno.
Sikelö (Sikiley) - Sicilien.
Tarsborg (Társborg) - Borgo Val di Taro.

## Lettland, Litauen
Domisnäs (Dómisnes) - Domesnäs.
Seeburg - Grobina, såsom benämnd i Rimberts hagiografi Vita Anskarii.
Vineta - en mytomspunnen stad i Östersjön med omtvistat läge.
Östraväg (Austrvegr) -  benämningen på hela Baltikum och landet bortom, var en viking på väg till Baltikum skulle han "fara östraväg".

## Libanon
Syr - Tyros.
Sätt / Sætt - Sidon.
Tripulis - Tripoli.

## Polen
Elfing (Elfangr/Elfeng) - Elbląg (syftar främst på floden).

## Rumänien
Varjagerna stred för den bysantinska kejsaren i de områden som idag är Rumänien mot det Bulgariska riket.
Blökumenn / blakumen - valaker.
Blokumannaland - Landområdet runt södra Donau.
Dunheith - Donaus slätter.
Harvadafjällen (Harvada fjöllum) - Karpaterna.

## Ryssland

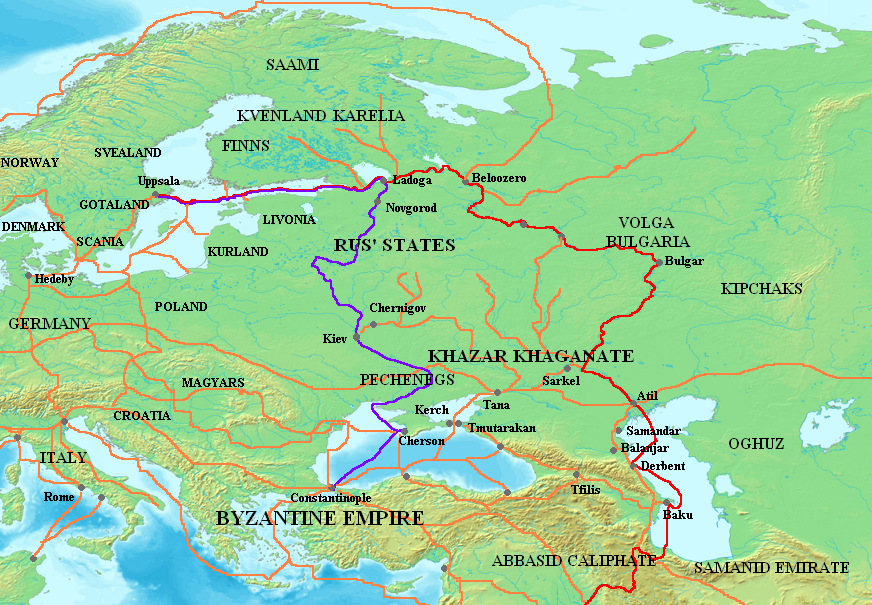
Karta över varjagernas viktigaste handelsvägarna: floden Volga (röd) samt Dnepr och Dnjestr (lila). Andra handelsvägar från 800-1100-talen visas i orange.

Ryssland, eller "Rusernas land", är uppkallat efter de skandinaviska krigare och handelsmännen från Roslagen (Ruser), senare hela Sverige, som spelade en central roll i bildandet av de första ryska furstendömena. Skandinaverna etablerade sig i området kring vad som senare kom att kallas för Gårdariket och intog ledande positioner när statsbildningar formades ur de slaviska stammarna.
Den bysantinske kejsaren Konstantin Porphyrogennetos berättar i sin skrift Om rikets styrelse att den största faran på Dneprfloden mellan Kiev och Konstantinopel utgörs av sju forsar med följande namn: Essupi (vesuppi) "sov inte", Ulvorsi "holmfors", Galandri (gjallandi) "ringande", Aifur (eiforr) "ständigt farlig", Barufors "varufors", Leanti (hlaejandi) "leende" och Strukun (strukum) "struken". Dessa namn har nordiskt ursprung.
Alaborg (Álaborg/Áluborg) - en fästning nära Aldogaborg.
Aldogaborg (Aldeigja/Aldeigjuborg) - Staraya Ladoga, det hypotetiska ursprungliga finska namnet är Alode-joki.
Bjarmaland / Bjarmland - Vita havets södra kustområden och området kring inloppet av Norra Dvina. Många historiker antar att termerna beorm och bjarm kommer från det uraliska ordet perm, som hänvisar till resande köpmän i den gamla permiska kulturen. Bjarmaland betyder följaktligen "de resande köpmännens land".
Bjarm - Perm.
Gandvik (Gandvík) "Ormviken" - Vita havet, kan dock även hänvisa till Östersjön eller Bottenviken i vissa källor. I nordisk mytologi är Gandvík ett farligt hav, känt som "Ormviken" eller "Ormbukten" på grund av vattnets förrädiska natur.

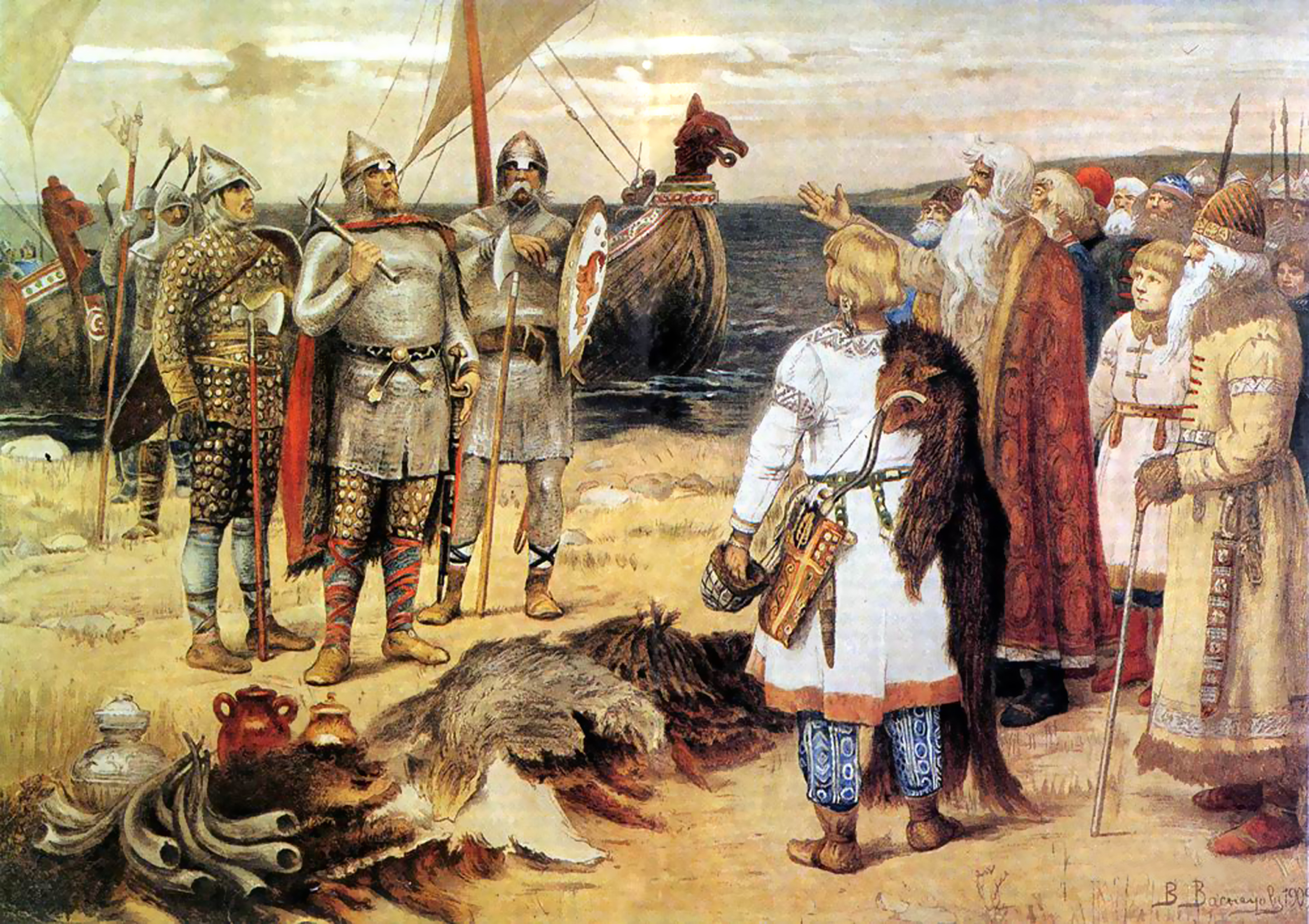
Varjagernas inbjudan: Rurik och hans bröder anländer till Aldogaborg.

Gutagård - handelsplats för köpmän från Visby i Holmgård.
Gårdarike (Garðaríki) / Gårdavälde (Garðaveldi) - Kievriket.
Holmgård (Hólmgarðr/Hólmgarðaborg) - Novgorod.
Holmgårdarike (Hólmgarðaríki) - Novgorodlandet.
Kylfingar - ett folk med osäker härkomst som var verksamma i Nordeuropa under vikingatiden, ungefär från slutet av 800-talet till början av 1100-talet.
Miliniska / Smaleskja / Smaleskia - Smolensk.
Moramar (Móramar) - Murom.
Nygård (Nýgarðr) - alternativ benämning på Novgorod, med samma etymologiska ursprung som det fornkyrkoslaviska namnet (Novgorod betyder ungefär "Ny-stad").
Radstofa (Ráðstofa) / Rostofa - Rostov.
Sursdalar (Súrsdalar) / Surdalar (Súrdalar) - Suzdal.
Valdemar (Valdamarr) - Vladimir.

## Schweiz
Boslaraborg - Basel.
Fivizuborg (Fívizuborg) - Vevey.
Mundiafjäll (Munðiafjall/Mundíafjalli) - Alperna.

## Skottland

Skotska öar i skandinavisk besittning på 1100-talet.

Vikingarnas inflytande i Skottland, både i form av språk och kultur, varade längre än på någon annan plats på de brittiska öarna.  
Apardion (Apardjón) -  Aberdeen.
Austrsker - Auskerry.
Bot (Bót) - Bute.
Dyrnes (Dýrnes) - Deerness.
Edinborg - Edinburgh.
Egilsö (Egilsey) - Egilsay.
Ekkjall - Oykelfloden.
Eriksö (Eiriksey) - Eriskay.
Hersö (Herrey/Hersey) - Arran.
Hjaltland - Shetlandsöarna.
Konungsborg (Konungsborgr) - Cunningsburgh.
Leirvik (Leirvík) / Larvik - Lerwick.
Ljodhus (Ljoðahús) - Lewis.
Nordöarna (Norðreyjar) - Orkney och Shetland.
Orkneöarna (Orkneyjar) - Orkneyöarna.
Rothersö (Rothesay) - Rothesay.
Skuyö (Skýey) - Skye.
Sydöarna (Suðreyjar) - Hebriderna.
Söderland (Suðrland) - Sutherland.
Tyrvist - Tiree.

## Spanien
Iberiska halvön blev utsatt för räder och angrepp när vikingarna försökte nå medelhavet västerifrån via Gibraltar efter att ha passerat Frankrike.
Alkasse / Alkassa -  Alcácer do Sal.
Galizuland - Galicien.
Iviza (Íviza) - Ibiza.
Jakobsland - området runtomkring Santiago de Compostela.
Karlsa (Karlsá) - Cádiz.
Njorvasund "smalt sund" - Gibraltar sund.
Manork - Mallorca.
Seljupollar - A Guarda.

## Syrien
Syrland (Sýrland) - Syrien.
Syrlendzkir - syrier.

## Tyskland
Skandinavernas göromål i Tyskland var främst begränsade till östersjökusten och de norra delarna av Tyskland, förbindelser med andra germanska stammar fanns emellertid i längre ned i landet.
Beiaraland / Bæjaraland- Bayern.
Brimar - Bremen.
Ferduborg - Verden.
Frakkafurda - Frankfurt am Main.
Hedeby (Heiðabýr) "Hednisk by" - en dansk handelsbosättning i Schleswig-Holstein.
Hunaland - ett land som omnämns på flera ställen i den poetiska Eddan och de mytiska fornsagorna. Kan syfta på flera platser i Europa men ofta Tyskland.
Jomsborg (Jómsborg) - jomsvikingarnas fästning på oviss plats i Pommern.
Kolni - Köln.
Meginzuborg - Mainz.
Mörkskogen (Myrkviðr) - inom nordisk mytologi beteckningen på gränsskogar åt olika håll, kan syfta på ett flertal skogar i Centraleuropa.
Saxelfur (Saxelfr) - Elbe.
Saxland - "Saxarnas land" - landområden bebodda av saxare, ibland hela Tyskland.
Susat - Soest.
Södraväg (Sudrvegr) - benämningen på Tyskland och landet bortom, var en viking på väg till Tyskland eller bortom skulle han "fara Södraväg".
Vendland "Vendernas land" - slaviska områden öster om Lübeck.
Ägisdyr (Ægisdyr) - Eider.

## Ukraina

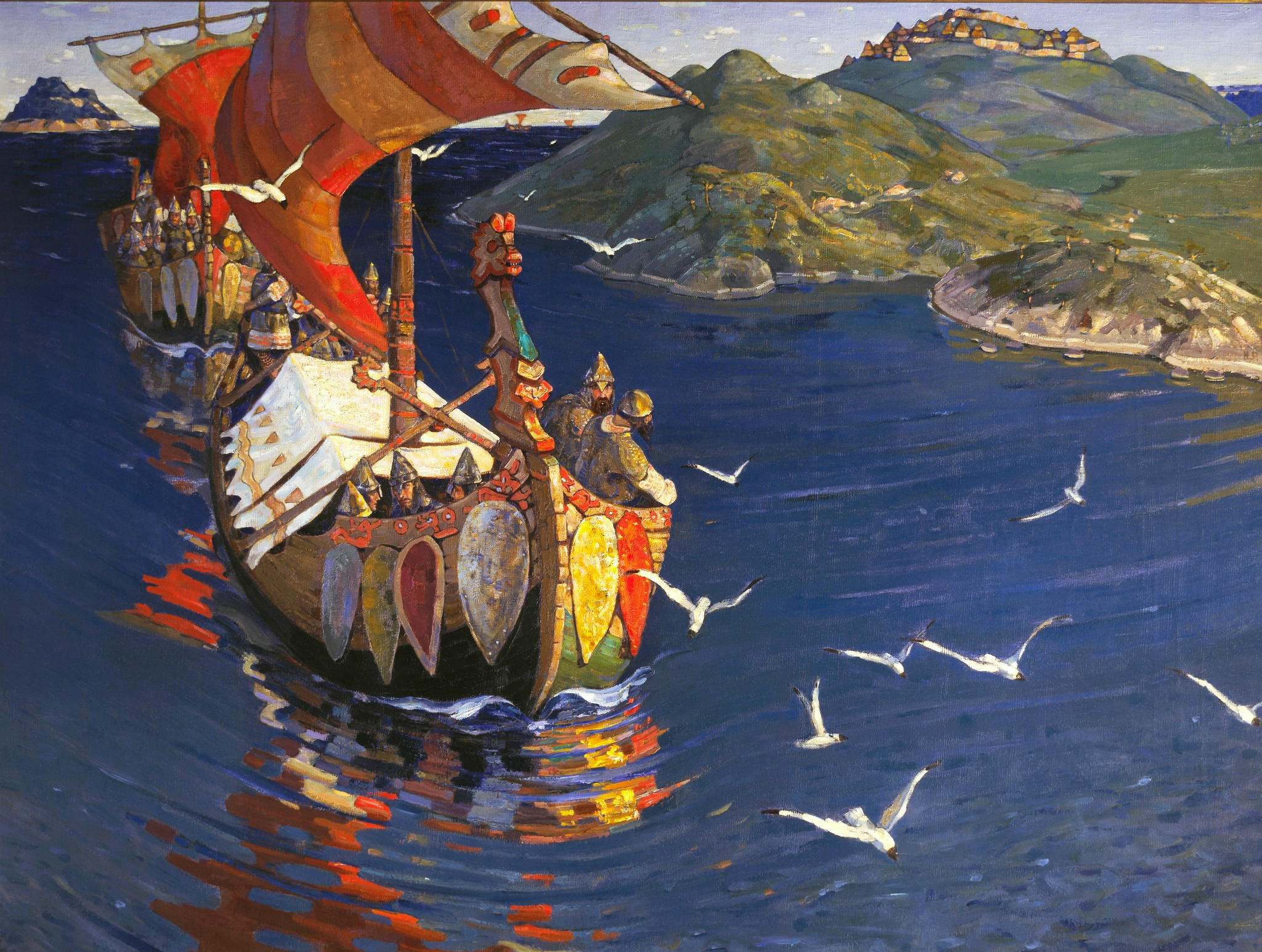
Varjagerna tog sig till Könugård via floder som "Danpar".

Dagens Ukraina utgjorde kärnlandet för dåtidens Kievrike, grundat av varjager och kallat av dessa för Gårdariket "Städernas rike".
Arheimar (Árheimar/Flodhem) - huvudstad i Reidgotaland, goternas rike i östra Europa.
Danpar (Danpar/Danparstaþir) - Dnepr.
Könugård (Kǿnugarðr) - Kiev.
Reidgotaland (Hreiðgotaland) - namnet på flera forntidsländer i Östeuropa kring floden Dnepr.
Reidgoter (hraiðgutum) - ostrogoter.
Vitaholm (Vitaholmr) - Vytachiv.

## Ungern
Ungarariki / Ungaraland - Ungern.

## Vitryssland
Dagens Belarus var som en del av Kievriket och de olika ryska furstendömena välbesökt av varjager från Norden.
Paltejsborg / Paltejsk - Polotsk, huvudstad i furstendömet Polotsk, regerat av varjagisk (svensk) ätt.

## Wales
Bretar - walesare.
Bretland - Wales / Storbrittanien.
Ingulssund (Íngulssund) - Menaisundet.